# ラフ&ラブ ロードマップ
ラフ&ラブ ロードマップ（らふ・あんど・らぶ・ろーどまっぷ）は、JFNが2005の秋改編にて開始した番組。この番組は、番組出演者が、実際に旅をした様子や風景などを日本全国からライヴ感で結んでいく番組。パーソナリティは、2005年10月～2006年7月は川嶋あい、2006年8月からはGTP。この番組はアンケートを行っているため、放送する局のほとんどで同時ネット（一部局で遅れネット）。
2006年12月の放送をもって終了。

## 番組内容 （川嶋あい Ver.）
- 今週のあいのパチリ☆　「あいパチ」
- あなたはどれ?（どっち?など様々。）
- Thank you for...

...etc